# Albrecht III. von Leisnig
Albrecht III. von Leisnig († 2. März 1312) war von 1296 bis 1312 Bischof von Meißen.
Albrecht III. stammte aus dem burggräflichen Geschlecht von Leisnig (siehe auch Burg Leisnig). Sein Vater war Burggraf Albrecht II. und sein Bruder Albrecht übernahm als Burggraf Albrecht III. die Herrschaften Leisnig, Rochsburg, Mützschen und Strehla. Albrecht III. war zunächst Domherr in Meißen. In seiner Zeit versuchten die Könige Adolf von Nassau und Albrecht von Habsburg ihre Hausmacht auf die Markgrafschaft Meißen auszudehnen. In der Schlacht bei Lucka entschied Markgraf Friedrich I. den Konflikt für sich und das Haus Wettin. Ein Bündnis aus dem Domkapitel und dem Magdeburger Metropoliten erwirkte seine Exkommunikation. Diese Auseinandersetzung wurde in Verträgen 1307 und 1311 ausgeräumt.
Er wurde in einer Gruft im Meißner Dom bestattet. Neben ihm wurde 1375 Konrad II. von Kirchberg-Wallhausen beigesetzt. Seine Sandsteinplatte ohne Bild hat sich nicht erhalten, ihre Umschrift ist aber überliefert.